# Jamie Ashdown
James Lawrence Ashdown, detto Jamie (Reading, 30 novembre 1980), è un ex calciatore inglese, di ruolo portiere.